# マティヤ・ブラヴニチャル
マティヤ・ブラヴニチャル(Matija Bravničar, 1897年1月24日 - 1977年11月25日)は、スロヴェニアの作曲家。

## 経歴
1897年、トールミン生まれ。リュブリャナ音楽院でヴァイオリンを専攻していたが、マリオ・コゴイとスラヴコ・オステルツに作曲についても学ぶ。1919年から1945年までリュブリャナの歌劇場のオーケストラの団員として活動する傍らで作曲もし、4曲の交響曲、2作のオペラ、いくつかの交響詩や室内楽などを作った
。第二次世界大戦後は、母校で作曲を教えた。1963年に作曲したヴァイオリン協奏曲は、スロヴェニア当局からプレシュレン賞を送られた。1970年代にはスロヴェニア芸術科学アカデミーの会員であった。

## 家族・親族
1932年にバレエ・ダンサーで振付師であったジゼラ・パヴシッチと結婚した。息子デヤンはヴァイオリニストに、孫のイーゴリはピアニストになった。